# Grammia speciosa
Grammia speciosa är en fjärilsart som beskrevs av Heinrich Benno Möschler 1864. Grammia speciosa ingår i släktet Grammia och familjen björnspinnare. Inga underarter finns listade i Catalogue of Life.